# Клеменция Аквитанска
Клеменция Аквитанска (на френски: Clémence d'Aquitaine; * 1060, † 4 януари 1142) е дъщеря на Вилхелм VII († 1058), херцог на Аквитания от род Рамнулфиди и на Ермезинда от Лонгви († сл. 1058).
През ок. 1065 г. Клеменция се омъжва за граф Конрад I († 8 август 1086), граф на Люксембург. През 1085 г. Конрад I отива до Светите земи и на връщане умира в Италия през 1086 г. Вдовицата Клеменция се омъжва за Герхард I († 1129), първият граф на Гелдерн.

## Деца
Клеменция и граф Конрад I имат децата:
- Хайнрих III, († 1096), граф на Люксембург
- Конрад, споменат 1080
- Матилда († 1070), ∞ за граф Готфрид III фон Близгау († сл. 1098)
- Рудолф († 1099), абат на Saint-Vannes във Вердюн
- Ермезинда (1075, † 1143), ∞ 1: Алберт I фон Егисхайм, граф на Дагсбург и Моха († 1098) (Етихониди); 2.: Готфрид I, граф на Намюр († 1139) (Дом Намюр)
- Вилхелм I (1081, † 1131), граф на Люксембург

Клеменция има с Герхард I децата:
- Йоланта (* 1090), омъжва се ок. 1107 г. за граф Балдуин III от Хенегау; и 2. път ок. 1122 г. за Готфрид дьо Buchain, бургграф от Валенциен.
- Юта/Юдит (* 1090, † 24 юни 1151), наследничка на Васенберг; ∞ 1110 г. за Валрам III (Лимбург) († 1139)
- Герхард II (* 1090/1095; † 1131), граф на Гелдерн (1129 – 1131) и граф на Цутфен (1113 – 1131)